# مطار مصراتة الدولي
مطار مصراتة الدولي (إياتا:MRA، إيكاو:HLMS) هو مطار دولي يخدم مدينة مصراتة في ليبيا، ويبعد عن وسط المدينة بحوالي 5 كلم. وتقع بجانبه قاعدة جوية تابعة للقوات الجوية الليبية، ويقوم المطار بتشغيل رحلات داخلية ودولية.

## تاريخ
في 2019، بعد تعرض مطار معيتيقة الدولي للقصف، تم إغلاقه لمدة 3 أشهر ونقل جميع رحلاته إلى مطار مصراتة الدولي.

## خطوط الطيران
| الشركات                 | الوجهات (آخر تحديث 2022-11-07)                |
| ----------------------- | --------------------------------------------- |
| الخطوط الجوية الليبية   | تونس - صفاقس - إسطنبول حج وعمرة: جدة          |
| الخطوط الجوية الإفريقية | القاهرة - الاسكندرية - تونس - صفاقس - إسطنبول |
| برنيق للطيران           | بنغازي - الاسكندرية - تونس                    |
| مصر للطيران             | القاهرة (begins 31 October 2023)              |
| أويا للطيران            | إسطنبول                                       |
| سماء المتوسط للطيران    | إسطنبول - مالطا حج وعمرة: جدة                 |
| طيران البراق            | إسطنبول                                       |